# Karl Bölsche
Johann Christian Daniel Karl Bölsche (* 16. März 1813 in Fallersleben; † 14. April 1891 ebendort), Pseudonym Sinning, war ein deutscher Journalist, Zeitungsredakteur Lyriker und Übersetzer.

## Leben
Johann Christian Daniel Karl Bölsche kam auf einem Bauernhof in Fallersleben (heute ein Stadtteil von Wolfsburg) zur Welt, das damals noch zum Königreich Westphalen, seit 1814 zum Königreich Hannover gehörte. Nachdem er gegen den Willen seiner Eltern das Gymnasium Katharineum in Braunschweig absolviert hatte, studierte er evangelische Theologie an den Universitäten Leipzig und Göttingen. Zugleich widmete er sich klassischen und philologischen Studien.
In Braunschweig gehörte Bölsche dem Kunst- und Lessingverein an und schrieb für die Feier vom 15. Februar 1838 in der Ägidienkirche das Gedicht Lessings Todtenfeier.
In seine Göttinger Zeit fiel 1837 die Entlassung und Vertreibung der sieben Göttinger Professoren, die gegen die Aufhebung der Verfassung durch Ernst August I von Hannover protestiert hatten. Der Universität widmete Bölsche im gleichen Jahr zusammen mit seinen Kommilitonen Moriz Carrière und Theodor Creizenach eine Huldigungsschrift unter dem Titel Festgabe zur Säkularfeier der Universität Göttingen, die Alexander von Humboldt überreicht wurde.
Als sein Freund Karl Andree 1838 die Leitung der Mainzer Zeitung übernahm, ging Bölsche mit ihm und wurde sein wichtigster Mitarbeiter. In Mainz gründete er eine private höhere Mädchenschule.
Andree betraute Bölsche mit der Chefredaktion der Mainzer Unterhaltungsblätter, deren Beiträge überwiegend aus Bölsches Feder stammten und mit † gekennzeichnet waren. Als Andree 1843 zur Kölnischen Zeitung wechselte, trat er im Auftrag des Verlegers August Victor von Zabern (1810–1880) seine Nachfolge an. Ab 1848 gab Bölsche die Mainzer Zeitung zusammen mit Ludwig Bamberger heraus, und das Blatt entwickelte sich zu einem wichtigen Sprachrohr der radikalen Demokratie. Von dem Vorwurf, die Garnisonssoldaten beleidigt zu haben, wurde Bölsche zweimal vor dem Mainzer Geschworenengericht freigesprochen. Mit der beginnenden Reaktion wurde er jedoch Anfang August 1849 auf Anordnung der (inzwischen österreichischen) Kommandantur der Reichsfestung Mainz ausgewiesen.
Im November 1851 beschäftigte ihn die H. W. Rittersche Buchhandlung in Wiesbaden als Gehilfen; in Wahrheit wurde Bölsche unter Leitung von Karl Ritter der eigentliche Chefredakteur der Mittelrheinischen Zeitung.
1852 erhielt Bölsche eine Anstellung in Köln als Redakteur der Kölnischen Zeitung, deren Feuilleton er rund vierzig Jahre lang betreute. In dieser Zeit veröffentlichte er neben Theaterberichten und Rezensionen zahlreiche Gedichte. Im Alter beschäftigte er sich mit Kartographie. Eine auf der Zweiten Deutschen Nordpol-Expedition entdeckte Insel bei Spitzbergen erhielt zu seinen Ehren im Jahr 1868 den Namen Bölsche-Insel.
Nach dem Tod seiner Frau verbrachte er noch einige Jahre in Fallersleben, wo er auch verstarb. Sein Sarg wurde nach Köln überführt und am 20. April 1891 auf dem Friedhof Melaten beigesetzt.

## Familie
Karl Bölsche war verheiratet mit Elise Bölsche, geb. Kunkel (* um 1819; † 1888 in Köln), Tochter eines Mainzer Buchhändlers aus Prüm in der Eifel. Zu ihren Kindern gehörten:
- Karl Andreas Leonhard Bölsche (* 28. April 1855 in Köln; † 27. September 1915 in Berlin),[14] ⚭ in Hannover 1) 23. Mai 1891 Marie Louise Margaretha Felicitas, geb. Edens (* 31. Januar 1864; † 12. September 1908 in Berlin);[15] ⚭ in Berlin 2) 9. November 1909 Emilie Therese Wilhemine Amanda, geb. Schultze (* 26. Februar 1876).[16]
- Karl Heinrich Roderich Bölsche (* 24. März 1857; † 28. November 1857).[17]
- Wilhelm Karl Eduard Bölsche, Schriftsteller (* 2. Januar 1860 in Köln; † 30. Januar 1939 in Schreiberhau), ⚭ 1) Adele, geb. Bertelt (1860–1942), gesch. 1896; ⚭ 2) Johanna, geb. Walther (1863–1923).

## Schriften
- (Mit Moriz Carrière und Theodor Creizenach:) Festgabe zur Säkularfeier der Universität Göttingen. Rudolph Neuburg Göttingen 1837 (Digitalisat).
- Karl I. und die englische Revolution. Nach Philarète Chasles bearbeitet. Victor von Zabern, Mainz 1845 (Digitalisat).
- Zwei Republikaner (Armand Carrel und Ludwig Börne). In: Die Männer des Volks dargestellt von Freunden des Volk. Hrsg. v. Eduard Duller, Bd. 8, Johann Valentin Meidinger, Frankfurt am Main 1850, S. 253–388 (Digitalisat).